# Miloš Holaň
Miloš Holaň (* 22. April 1971 in Bílovec, Tschechoslowakei) ist ein ehemaliger tschechischer Eishockeyspieler und heutiger -trainer, der zwischen Dezember 2020 und Oktober 2023 den HC Vítkovice als Cheftrainer betreute. Während seiner aktiven Karriere spielte er unter anderem für die  Philadelphia Flyers und die Mighty Ducks of Anaheim in der National Hockey League.

## Karriere
Miloš Holaň begann seine Karriere im Nachwuchs des TJ Vítkovice, für den er während der Spielzeit 1988/89 in der 1. Liga debütierte. 1990 wechselte er aufgrund seines Militärdienstes zum Armeeklub Dukla Trenčín, mit dem er 1992 die tschechoslowakische Meisterschaft erreichte. Nach diesem Erfolg kehrte er zu seinem Stammverein zurück und brillierte in der folgenden Saison mit 35 Saisontoren. Daher wurde er am Saisonende mit dem Goldenen Stick, dem Zlatá hokejka, sowie als Play-off-MVP und Bester Verteidiger der 1. Liga ausgezeichnet.
Während des NHL Entry Draft 1993 wurde Holaň als insgesamt 77. Spieler von den Philadelphia Flyers ausgewählt und wechselte nach wenigen Spielen der folgenden Spielzeit nach Nordamerika. Er absolvierte acht Partien für die Flyers in der National Hockey League, bevor diese ihn zu deren Farmteam, den Hershey Bears, schickten. Bei den Bears verbrachte er den Rest der Saison 1993/94 sowie den Großteil der folgenden Spielzeit, bevor er im März 1995 im Tausch gegen Anatoli Semjonow an die Mighty Ducks of Anaheim abgegeben wurde. Für die Ducks absolvierte er 41 NHL-Partien, in denen er 14 Scorerpunkte erreichte. Zwei Monate nach Beginn der Saison 1995/96, am 22. Oktober 1995, wurde bei Holaň im Rahmen einer medizinischen Routineuntersuchung chronische myeloische Leukämie diagnostiziert, so dass seine Karriere beendet schien. Als ein Spieler der Mighty Ducks wurde er auf höchstem medizinischen Standard in der Krebsklinik City of Hope National Medical Center in Duarte, Kalifornien behandelt. Bis die eigentliche Behandlung begann, ging er weiterhin für die Mighty Ducks aufs Eis und erzielte in 16 Spielen zwei Tore und zwei Assists.
Aufgrund der Erkrankung wurde eine Knochenmark-Transplantation notwendig – da in seiner Verwandtschaft niemand das medizinisch passende Knochenmark vorzuweisen hatte, wurde nach einigen Monaten mit Robert Stransky junior aus Jessup, Maryland ein geeigneter Spender gefunden. Nachdem die Transplantation durchgeführt worden war, konnte der Arzt, Dr. Stephan Forman, Miloš Holaň rund zwei Jahre nach der Diagnose als geheilt entlassen.
Während der Olympischen Winterspiele 1998 in Nagano arbeitete er als Co-Kommentator für die Eishockey-Übertragungen des tschechischen Fernsehens.
Vor der Saison 1998/99 nahm Holaň am Trainingslager der Ducks teil, bekam aber keine Chance von Cheftrainer Craig Hartsburg. Als ihn General Manager Pierre Gauthier mit einem Zwei-Wege-Vertrag ins Farmteam nach Cincinnati schicken wollte, entschied sich Holaň zu einer Rückkehr nach Tschechien. Dort absolvierte er in der Spielzeit 1998/99 unter Trainer Ladislav Svozil bei seinem Stammverein in Vitkovice 34 Spiele. Im Spätsommer 1999 nahm er erneut an einem Trainingslager in Nordamerika teil, diesmal bei den Atlanta Thrashers.
Da er erneut keinen NHL-Vertrag bekam, kehrte er abermals nach Tschechien zurück und erhielt einen Vertrag beim HC Oceláři Třinec. Dort konnte Miloš Holaň nur die ersten zehn Spiele der Spielzeit bestreiten, bevor er sich erneut neu orientieren musste: Das Ende seiner NHL-Karriere brachte Miloš Holaň eine Abfindung aus einer Versicherung ein. Diese Abfindung war aber an die Bedingung geknüpft, dass er fortan in keinem Verband der Welt als Profi in der jeweils höchsten Liga spielen durfte. Diese Bedingung führte dazu, dass Holaň nicht zu Jokerit Helsinki oder den Hannover Scorpions wechselte, die ebenfalls an einer Verpflichtung interessiert waren, sondern zum EHC Freiburg in die 2. Eishockey-Bundesliga. Da er aus Kostengründen erst kurz vor der entscheidenden Phase der Meisterschaft unter Vertrag genommen wurde, absolvierte er nur 13 Spiele für die Wölfe, bevor er seine Karriere beendete.
Über seine Krebserkrankung hat Holaň ein Buch mit dem Titel City of Hope geschrieben.

### International
Miloš Holaň vertrat die Tschechoslowakei bei den U20-Junioren-Weltmeisterschaften 1990 und 1991, bei denen er mit dem Nationalteam jeweils die Bronzemedaille gewann. Zudem nahm er für die Mannschaft Tschechiens und der Slowakei an der Herren-Weltmeisterschaft 1993 teil und gewann dort eine weitere Bronzemedaille. Ein Jahr später lief er für die tschechische Eishockeynationalmannschaft auf, die sich auf dem siebten Rang platzierte.

### Als Trainer
Nach Ende seiner Spielerlaufbahn absolvierte Miloš Holaň eine Trainerausbildung. Zwischen 2004 und November 2006 war er Assistenztrainer beim HC Vítkovice Steel, bevor er in der Saison 2007/08 die Mannschaft des Lillehammer IK als Cheftrainer betreute. 2008 wurde er vom HKm Zvolen verpflichtet, wo er bis zum Oktober 2009 unter Vertrag stand. Ab Ende Oktober des gleichen Jahres war Holaň neuer Assistenztrainer beim HC Sparta Prag, wurde aber am 26. Oktober 2010 aufgrund von Erfolglosigkeit durch Miloslav Horava ersetzt. Zwei Tage später wurde Holaň als neuer Interims-Trainer des BK Mladá Boleslav vorgestellt und wenige Wochen später durch Vladimir Jerabek ersetzt.
In der Saison 2012/13 betreute er den HK Berkut Kiew, anschließend zwei Jahre lang die VEU Feldkirch aus der Inter-National-League. Zur Saison 2015/16 wurde er Cheftrainer beim HK Njoman Hrodna.
Zu Beginn der Saison 2016/17 war er Cheftrainer beim HK Dukla Trenčín, ehe er im Oktober 2016 entlassen wurde. Im Januar 2017 übernahm er das Traineramt beim HC Dynamo Pardubice, für den er bis Oktober 2018 tätig war und anschließend durch Břetislav Kopřiva ersetzt wurde. Zwischen Januar 2019 und Januar 2020 betreute er den Zweitligisten HC Poruba als Cheftrainer.
Im Dezember 2020 wurde er Cheftrainer beim HC Vítkovice und ersetzte in dieser Position Mojmír Trličík. Im Oktober 2023 wurde er selbst entlassen und durch Pavel Trnka ersetzt.

## Erfolge und Auszeichnungen
- 1989 Silbermedaille bei der Junioren-Europameisterschaft
- 1990 Bronzemedaille bei der U20-Weltmeisterschaft
- 1991 Bronzemedaille bei der U20-Weltmeisterschaft
- 1992 Tschechoslowakischer Meister mit Dukla Trenčín
- 1993 Tschechoslowakischer Vizemeister mit HC Vítkovice
- 1993 Gewinn des Zlatá hokejka
- 1993 Auszeichnung als Play-off-MVP und Bester Verteidiger der 1. Liga
- 1993 Bronzemedaille bei der Weltmeisterschaft

## Karrierestatistik

### International
Vertrat die Tschechoslowakei bei:
- U20-Junioren-Weltmeisterschaft 1990
- U20-Junioren-Weltmeisterschaft 1991

Vertrat Tschechien bei:
- Weltmeisterschaft 1993
- Weltmeisterschaft 1994

(Legende zur Spielerstatistik: Sp oder GP = absolvierte Spiele; T oder G = erzielte Tore; V oder A = erzielte Assists; Pkt oder Pts = erzielte Scorerpunkte; SM oder PIM = erhaltene Strafminuten; +/− = Plus/Minus-Bilanz; PP = erzielte Überzahltore; SH = erzielte Unterzahltore; GW = erzielte Siegtore; 1 Play-downs/Relegation; Kursiv: Statistik nicht vollständig)